# Литовська радянська енциклопедія

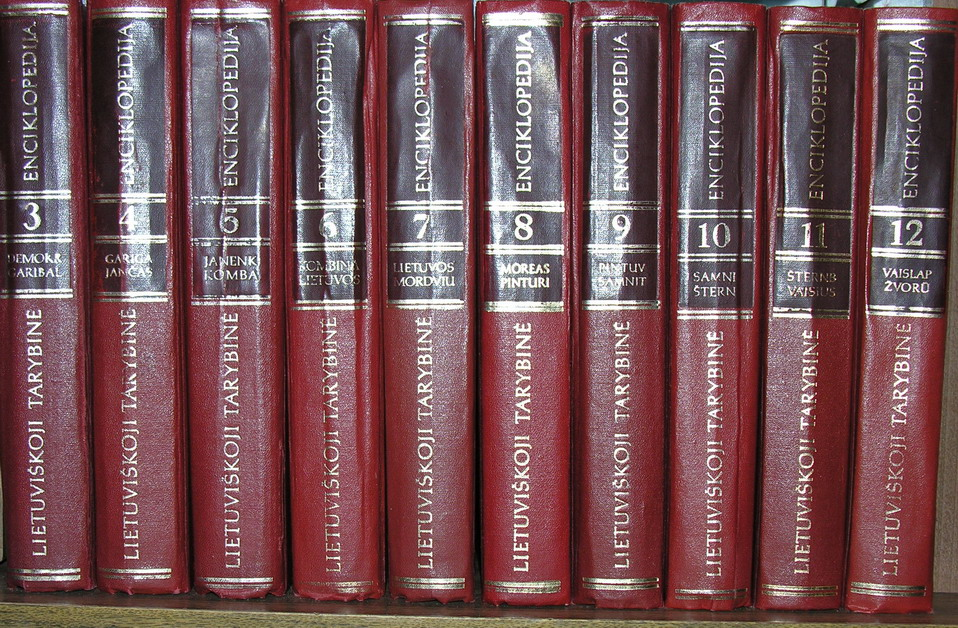
Литовська радянська енциклопедія

Литовська радянська енциклопедія (ЛРЕ; лит. Lietuviškoji tarybinė enciklopedija; LTE) — перша радянська універсальна енциклопедія, випущена литовською мовою. Видавалася протягом дев'яти років, у 1976—1985. Складається із 12 стандартних томів та одного тому-доповнення. Головний редактор — Й. Зінкус.
Мета — подати інформацію так, щоби:

| утворити систему знань про світ і систему, які допомагають сформувати науковий матеріалістичний світогляд, розвивати соціалістичний інтернаціоналізм, виховувати радянський патріотизм Оригінальний текст (лит.) sudarytų žinių apie pasaulį sistemą, padedančią formuoti mokslinę materialistinę pasaulėžiūrą, ugdyti socialistinį internacionalizmą, tarybinį patriotizmą. |

## Вміст
Історичні, політичні й релігійні статті подають тогочасне політичне становище Литви. Є ідеологічно заангажованою. Енциклопедія пропагує атеїзм і комунізм, подаючи з радянської точки зору історію незалежної Литви, отже, значно її викривляючи. Пропагуються радянські економічні цінності, критикується західне «буржуазне» та «капіталістичне» суспільство тощо.
LTE вважається попередницею сучасної Універсальної литовської енциклопедії (VLE), котра буде видаватися до 2014 року і в склад якої буде входити 25 томів із доповненнями (загальний об'єм — понад 18000 сторінок).

## Видані томи
- 1976, T. 1: A-Bangis, 640 стор., [13] карт
- 1977, T. 2: Bangladešas-Demokratinis, 640 стор., [4] карти
- 1978, T. 3: Demokratinis — Garibaldžio, 640 стор., [8] ілюстр. листів
- 1978, T. 4: Gariga-Jančas, 639, [1] стор., [6] карт
- 1979, T. 5: Janenka-Kombatantai, 640 стор., [7] карт
- 1980, T. 6: Kombinacija-Lietuvos, 640 стор., [7] карт
- 1981, T. 7: Lietuvos-Mordvių, 640 стор.
- 1981, T. 8: Moreasas-Pinturikjas, 640 стор., [3] ілюстр. листів
- 1982, T. 9: Pintuvės-Samneris, 640 стор., [5] карт
- 1983, T. 10: Samnitai-Šternbergas, 640 стор., [4] карти
- 1983, T. 11: Šternbergo-Vaisius, 640 стор., [10] карт
- 1984, T. 12: Vaislapėlis-Žvorūnė, 635 стор., [6] карт
- 1985, Papildymai (Доповнення). A-Ž, 640 стор.